# Roodgatje
Het roodgatje (Andrena haemorrhoa) is een solitaire bij uit het geslacht van de zandbijen (Andrena).

## Uiterlijk
Het roodgatje wordt 9 tot 11 millimeter lang bij de mannetjes, en 10 tot 11 millimeter bij de vrouwtjes. Het borststuk is behaard met kort "rood" haar aan de bovenkant en wit haar aan de onderkant. Ook de kop is witbehaard. Kenmerkend is verder de glanzende roodgoude punt achter aan het achterlijf, waarnaar de Nederlandse naam verwijst.

## Voedselplanten
De vrouwelijke exemplaren bezoeken een groot aantal planten voor het verzamelen van stuifmeel, zoals wilg en paardenbloem, maar ook schermbloemigen en fruitbloemen.

## Nesten
De vrouwtjes nestelen ieder voor zich, soms in kleine groepjes, op allerlei zanderige plaatsen. Ook in de keuze van deze plaatsen zijn de roodgatjes niet kieskeurig. In de buurt van de nesten kan de koekoeksbij van het roodgatje, de gewone dubbeltand, worden waargenomen.

## Vliegtijd
Het roodgatje vliegt van maart tot en met juli in een jaarlijkse generatie. De piek bij de mannetjes ligt eind april, bij de vrouwtjes begin mei.

## Voorkomen
De soort komt verspreid over het Palearctisch gebied voor. De soort is in Nederland en België zeer algemeen. In Nederland is het roodgatje na de honingbij de meest voorkomende bij. In de twintigste eeuw is de soort in Nederland sterk toegenomen.